# Леркара Фриди
Лерка̀ра Фрѝди (на италиански и на сицилиански Lercara Friddi) е градче и община в Южна Италия, провинция Палермо, автономен регион и остров Сицилия. Разположено е на 675 m надморска височина. Населението на общината е 6984 души (към 2010 г.).

## Родени
- Салваторе Лучано, известен като Лъки Лучано - известен американски мафиот.[2]